# Jasper Lefevere
Jasper Lefevere, (* 13. července 1988 v Kortrijku, Belgie) je belgický zápasník–judista.

## Sportovní kariéra
Se sportovním judem se začal vážněji zabývat jako student vysoké škole v Leuvenu, kde promoval v roce 2011. V roce 2012 dosáhl na evropskou kontinentální kvótu pro účast na olympijských hrách v Londýně. Na olympijské hry však nebyl Belgickým judistickým svazem nominován, protože nesplnil přísnější kritéria Belgického olympijského výboru umístit se do osmého místa na mistrovství světa v Paříži, stupních vítězů na turnajích světového poháru apod. Evropská kvalifikační kvóta tak Belgii v pololehké váze propadla ve prospěch Andorry (Daniel García). Na svoji olympijskou účast si musel počkat do roku 2016. Dosáhl opět na evropskou kvalifikační kvótu a splnil všechny podmínky pro nominaci na olympijské hry v Riu. Na olympijských hrách vypadl v prvním kole na tři šida po takticky nepodařeném výkonu proti Kazachu Zhansayi Smagulovovi.

### Vítězství
- 2014 – 1× světový pohár (Záhřeb)

## Výsledky
| Olympijské hry     |    |   | —   |     |     |     | úč. |  |  |  |  |  |  |  |  |  |  |  |  |  |  |
| Mistrovství světa  | —  | — |     | —   | úč. | —   |     |  |  |  |  |  |  |  |  |  |  |  |  |  |  |
| Evropské hry       |    |   |     |     |     | úč. |     |  |  |  |  |  |  |  |  |  |  |  |  |  |  |
| Mistrovství Evropy | —  | — | úč. | úč. | úč. | úč. | úč. |  |  |  |  |  |  |  |  |  |  |  |  |  |  |
| ME do 23 let       | 5. |   |     |     |     |     |     |  |  |  |  |  |  |  |  |  |  |  |  |  |  |